# Joe Gores
Joseph Nicholas Gores, più noto come Joe Gores (Rochester, 25 dicembre 1931 – Greenbrae, 10 gennaio 2011), è stato uno scrittore statunitense di gialli.

## Biografia
Ha studiato alle Università di Notre Dame e Stanford, dove si è laureato, e in seguito ha fatto i lavori più svariati tra i quali camionista, taglialegna, impiegato, autista, insegnante d'inglese e, per dodici anni, investigatore privato. Queste esperienze gli sono servite per dare un tocco di autenticità ai suoi lavori: soprattutto quella di investigatore privato, così come Dashiell Hammett, che infatti diventerà il protagonista di un suo romanzo.
I suoi romanzi più noti sono quelli della serie "Dan Kearney & Associates", nota agli affezionati come "DKA".
Negli anni Ottanta ha scritto diverse sceneggiature per la televisione, in particolare per i telefilm Mike Hammer, Colombo, Remington Steele, Kojak e Magnum, P.I..
Ha vinto tre volte l'Edgar Award, premio intitolato a Edgar Allan Poe, e il premio giapponese "Il falco maltese".
Talvolta si è cimentato anche nella fantascienza.
È stato amico di un altro giallista americano, Donald E. Westlake. Ha risieduto a lungo nella California del Nord.
È scomparso nel 2011 all'età di 79 anni.

## Curiosità
Dal romanzo Hammett è stato tratto un film diretto da Wim Wenders e prodotto da Francis Ford Coppola. La produzione del film è stata molto travagliata ed è durata diversi anni: inizialmente Gores venne ingaggiato come sceneggiatore, ma in seguito fu allontanato per disaccordi con il regista e la storia venne riscritta. Ma nemmeno il materiale girato con la nuova sceneggiatura soddisfaceva Coppola e Wenders dovette modificarlo profondamente.

## Opere principali

### Romanzi
- 1969, A Time of Predators, premio Edgar per il miglior romanzo d'esordio
- 1974, Interface
- 1975, Hammett, cacciatore d'uomini (Hammett a novel), stampato nel 1979 nella collana Il Giallo Mondadori con il numero 1570.
- 1986, Una libertà molto condizionata (Come Morning), stampato nel 1987 nella collana Il Giallo Mondadori con il numero 1984.
- 1989, L'ora del lupo (Wolf Time), stampato nel 1998 nella collana Il Giallo Mondadori con il numero 2604.
- 1993, Dead Man
- 1994, Menaced Assassin
- 1998, Casi criminali (Cases), stampato nel 2000 dalla Hobby & Work Italiana.
- 2006, Glass Tiger

### Serie DKA
1. Dead Skip, 1972
2. Final Notice, 1973
3. Gone, No Forwarding, 1978
4. 32 Cadillacs, 1992
5. Contract Null and Void, 1996
6. Stakeout on Page Street: And Other DKA Files, 2000
7. Cons, Scams, and Grifts, 2001

### Raccolte
1. Honolulu, Port of Call: A Selection of South Sea Tales, 1974
2. Mostly Murder, 1992
3. Speak of the Devil: 14 Tales of Crimes and Their Punishments, 1999
4. Lost Stories, 2005 (con Vince Emery e Dashiell Hammett)
5. Speak of the Devil: 14 Tales of Crimes and Their Punishments

### Antologie
1. Mystery Writers' Choice, 1977 (con Bill Pronzini)